# Hydnophytum forbesii
Hydnophytum forbesii är en måreväxtart som beskrevs av Joseph Dalton Hooker. Hydnophytum forbesii ingår i släktet Hydnophytum och familjen måreväxter. Inga underarter finns listade i Catalogue of Life.